# Castorama
Castorama är en mångkamp inom friidrott där man tävlar i följande kastgrenar:
- Kula
- Spjut
- Diskus
- Slägga

I Castorama används den manliga poängtabellen från 1962 och kvinnliga från 1971. Eftersom slägga inte har någon internationell tabell här används istället den kvinnliga tabellen för spjutkastning.